# Michael Cimino
Michael Cimino (ur. 3 lutego 1939 w Nowym Jorku, zm. 2 lipca 2016 w Los Angeles; wymowa nazwiska: tʃɪˈmiːnoʊ) – amerykański reżyser, scenarzysta i producent filmowy. Laureat dwóch Oscarów za film Łowca jeleni (w kategorii najlepszy film – jako producent oraz w kategorii najlepsza reżyseria).

## Życiorys
Debiutował w 1974 komediowo-kryminalnym filmem z Clintem Eastwoodem i Jeffem Bridgesem − Piorun i Lekka Stopa, dzięki protekcji tego pierwszego. Następny jego film, opowiadający o wojnie w Wietnamie i jej konsekwencjach Łowca jeleni (1978), zdobył wiele prestiżowych nagród (w tym Oscara dla najlepszego filmu i reżysera), przynosząc mu międzynarodową sławę. Kolejny z jego projektów, epicki western Wrota niebios (1980) spotkał się z chłodnym przyjęciem krytyków i przyniósł olbrzymie straty finansowe wytwórni United Artists, niemal powodując jej bankructwo. Sam Cimino został uhonorowany Złotą Maliną za ten film. Później kilkakrotnie wracał za kamerę, ale zapamiętany został głównie jako twórca Łowcy jeleni.
Zmarł 2 lipca 2016 w swoim domu w dzielnicy Beverly Hills, w Los Angeles. Miał 77 lat.

## Reżyseria
- 1974: Piorun i Lekka Stopa (Thunderbolt and Lightfoot)
- 1978: Łowca jeleni (The Deer Hunter)
- 1980: Wrota niebios (Heaven's Gate)
- 1985: Rok smoka (Year of the Dragon)
- 1987: Sycylijczyk (The Sicilian)
- 1990: Godziny rozpaczy (Desperate Hours)
- 1996: Dogonić słońce (The Sunchaser)

## Nagrody i nominacje
| Rok  | Nagroda                               | Kategoria                       | Za             | Wynik     |
| ---- | ------------------------------------- | ------------------------------- | -------------- | --------- |
| 1979 | Nagroda Akademii Filmowej             | Najlepszy film                  | Łowca jeleni   | Wygrana   |
| 1979 | Nagroda Akademii Filmowej             | Najlepsza reżyseria             | Łowca jeleni   | Wygrana   |
| 1979 | Nagroda Akademii Filmowej             | Najlepszy scenariusz oryginalny | Łowca jeleni   | Nominacja |
| 1979 | Złoty Glob                            | Najlepszy reżyser               | Łowca jeleni   | Wygrana   |
| 1980 | Nagroda Brytyjskiej Akademii Filmowej | Najlepsza reżyseria             | Łowca jeleni   | Nominacja |
| 1980 | Nagroda Brytyjskiej Akademii Filmowej | Najlepszy film                  | Łowca jeleni   | Nominacja |
| 1996 | Festiwal Filmowy w Cannes             | Złota Palma                     | Dogonić słońce | Nominacja |
| 1981 | Festiwal Filmowy w Cannes             | Złota Palma                     | Wrota niebios  | Nominacja |
| 1986 | Złota Malina                          | Najgorszy reżyser               | Rok smoka      | Nominacja |
| 1986 | Złota Malina                          | Najgorszy scenariusz            | Rok smoka      | Nominacja |
| 1982 | Złota Malina                          | Najgorszy reżyser               | Rok smoka      | Wygrana   |
| 1982 | Złota Malina                          | Najgorszy scenariusz            | Wrota niebios  | Nominacja |
| 1986 | César                                 | Najlepszy film zagraniczny      | Rok smoka      | Nominacja |